# Raymond Lemieux (sociologue)
Ne pas confondre avec Raymond Lemieux l'architecte et homme politique.
Raymond Lemieux est un sociologue et théologien québécois né en 1939.  Il est professeur émérite de l'Université Laval.